# Urs Ziswiler

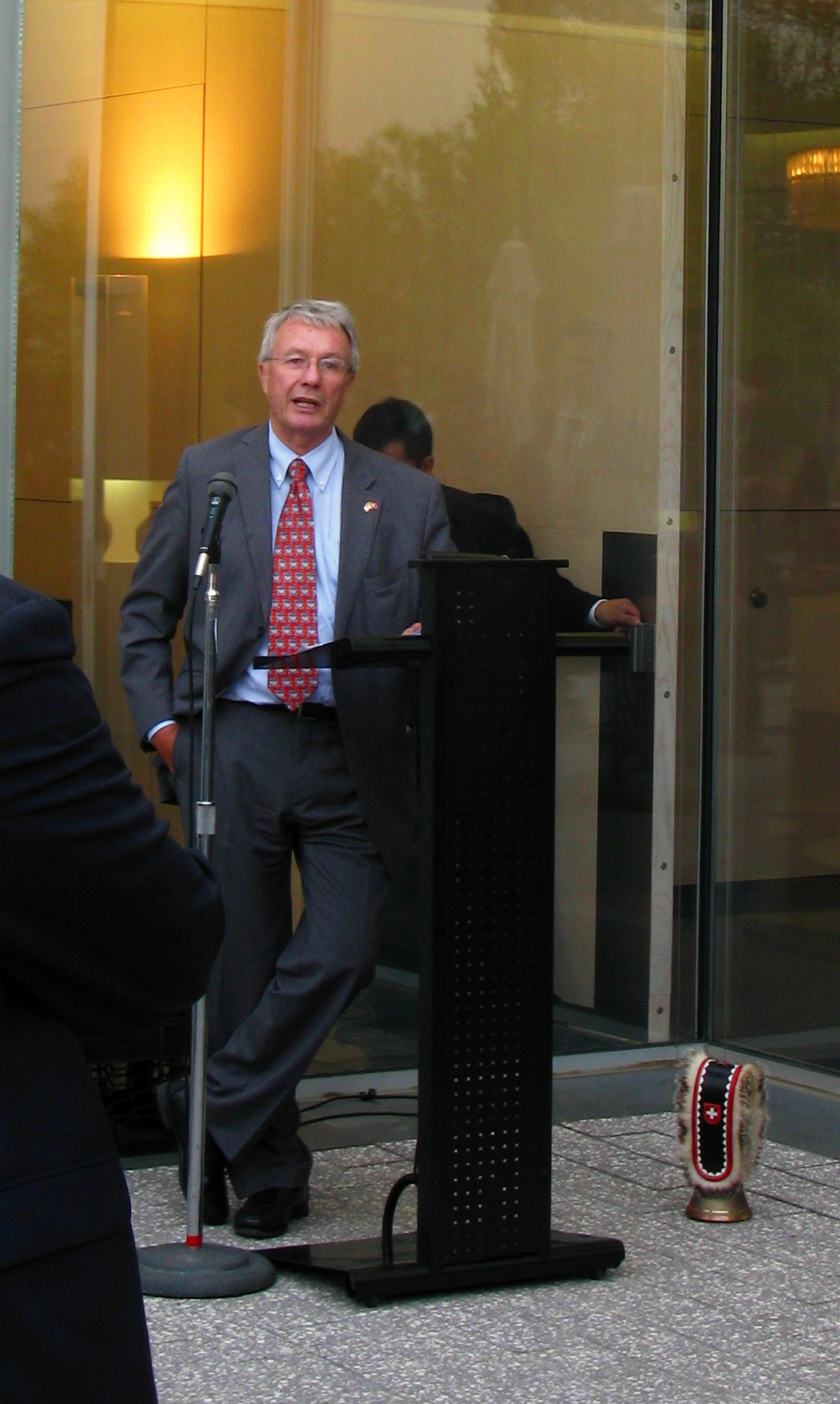
Urs Ziswiler, 2009 in Washington, D.C.

Urs Ziswiler (* 1949 in Muri; heimatberechtigt in Buttisholz) ist ein Schweizer ehemaliger Diplomat. Er war von 1999 bis 2002 der Schweizer Botschafter in Kanada, von 2006 bis 2010 Botschafter in den Vereinigten Staaten und von 2010 bis 2013 Botschafter in Spanien.

## Leben
In Genf und Zürich studierte Urs Ziswiler Rechtswissenschaft, dem sich ein Nachdiplomstudium zum Thema Entwicklungsländer an der ETH Zürich anschloss. Von 1977 bis 1979 war er für die Internationale Rotkreuz- und Rothalbmond-Bewegung in Gaza, Beirut, Tel Aviv, Teheran und Kampala tätig.

## Diplomatischer Werdegang
Für das Eidgenössische Departement für auswärtige Angelegenheiten arbeitete er seit 1979. Auslandeinsätze hatte er in den Schweizer Botschaften in Lagos, Oslo, Tel Aviv, Zagreb und Buenos Aires. Seine erste Berufung als Botschafter hatte er von 1999 bis 2002 in Ottawa. Als Botschafter in Kanada war er mitakkreditiert für die Bahamas.
Nach seinem ersten Einsatz als Botschafter war er, zurück in Bern, diplomatischer Berater der Bundesrätin Micheline Calmy-Rey. Vom 1. Mai 2006 bis zum 16. Oktober 2010 war Urs Ziswiler Botschafter in Washington, D.C., danach bis Mitte 2013 der Schweizer Botschafter in Madrid.

## Engagement
Urs Ziswiler ist Präsident der Rachmaninoff-Stiftung und Mitglied des Vereinsvorstands des Luzerner Sinfonieorchesters. Er ist und war Mitglied in verschiedenen Aufsichts- und Verwaltungsräten, wie zum Beispiel bei der Schweizerischen Exportrisikoversicherung.